# 아내가 결혼했다
"아내가 결혼했다"는 2008년에 개봉한 대한민국의 로맨스 영화이다.

## 캐스팅
- 손예진 : 주인아 역
- 김주혁 : 노덕훈 역
- 주상욱 : 한재경 역
- 김병춘 : 부장 역
- 천성훈 : 김진호 역
- 오연아 : 소영 역
- 손희순 : 재경 모 역
- 홍현철 : 재경 부 역
- 권성민 : 성민 역
- 최원홍 : 준서 역
- 김옥경 : 보호자 1 역
- 반혜라 : 보호자 2 역
- 정세형 : 의사 최연웅 역
- 홍원배 : 라디오 DJ (목소리) 역
- 박찬 : 캐스터 (목소리) 역
- 송영주 : 해설 (목소리) 역
- 오정세 : 병수 역
- 이주실 : 덕훈 모 역 (특별출연)
- 양정아 : 노덕주 역 (특별출연)

## 수상
- 2008년 제4회 대한민국 대학 영화제
  - 여우주연상 - 손예진
- 2008년 제29회 청룡영화상
  - 여우주연상 - 손예진
  - 베스트커플상 - 손예진, 김주혁
- 2009년 제45회 백상예술대상
  - 영화부문 여자 최우수연기상 - 손예진